# Wład V Młody
Wład V Młody, zwany też Vladuț (rum. Vlad al V-lea cel Tânăr albo Vlăduț; ur. ok. 1488, zm. 23 stycznia 1512) – hospodar Wołoszczyzny w latach 1510–1512 z dynastii Basarabów.
Był synem hospodara wołoskiego Włada IV Mnicha, bratem Radu IV Wielkiego. Po objęciu tronu w 1510 próbował uniezależnić się do Imperium Osmańskiego, uznając w 1511 zwierzchnictwo Węgier. Tym postępowaniem naraził się możnym bojarom z rodziny Craiovești – wypędzeni z Wołoszczyzny, schronili się za Dunajem i powrócili z pomocą turecką. W 1512 Vladuț poniósł porażkę w bitwie pod Bukaresztem, został wzięty do niewoli i ścięty.
Jego synem był hospodar wołoski Wład VI Topielec.
Źródło: J. Demel, Historia Rumunii, Wrocław 1970.